# Peștera Popovăț
Peștera Popovăț face parte din complexul de peșteri prezente în Cheile Carașului, în Munții Aninei din județul Caraș-Severin. Se situează pe raza localității Iabalcea (comuna Carașova), în apropierea Peșterii Comarnic. Are o lungime totală de 1.121 m. Mărimea peșterii crește pe măsură ce se avansează înăuntrul ei, pornind de la o galerie de intrare îngustă, cu săli mari legate între ele și culminând cu Sala Finală, lungă de 80 m, lată între 10 și 20 m și cu o înălțime de până la 20 m. Aceasta este și cea mai bogată în formațiuni calcaroase.